# Skrzyszew (gmina)
Skrzyszew – dawna gmina wiejska na Lubelszczyźnie istniejąca w latach 1812–1927, z pewną przerwą w poł. XIX w. Siedzibą gminy był Skrzyszew oraz Gąsiory.
W okresie międzywojennym gmina Skrzyszew należała do powiatu łukowskiego w woj. lubelskim.
1 kwietnia 1927 roku gmina została zniesiona. Wchodzące w jej skład wsie Skrzyszew (wieś i kolonia), Żyłki-Kozły, Gąsiory, Zakrzew, Kępki, Paskudy i Wierzchowiny włączono do gminy Ulan a wieś Rzymy-Rzymki do gminy Gołąbki.